# تنیس در ایران
تنیس در ایران به قبل از جنگ جهانی دوم بازمی‌گردد. این ورزش اکنون زیر نظر فدراسیون تنیس ایران فعالیت می کند.

## تاریخچه
تنیس در کشور ایران اولین بار این ورزش در فاصله سال‌های (۱۳۱۵–۱۳۱۸) باشگاه بوستان ورزش که دارای چندین زمین تنیس بود در محلی روبروی امجدیه (ورزشگاه شهید شیرودی فعلی) به مدیریت شکوهی گشایش یافت. در ورزشگاه امجدیه نیز همزمان با ورزشگاه بوستان ورزش با یک زمین تنیس در محل کنونی افتتاح و نخستین مسابقات قهرمانی تنیس کشور در سال ۱۳۱۸ (۱۹۳۹ میلادی قبل از آغاز جنگ جهانی دوم) در همین ورزشگاه برگزار گردید. در آن دوره ورزش تنیس بخاطر حضور اتباع انگلیسی در آبادان رونق خاصی داشت و اولین مسابقه‌های تنیس بین تیم‌های آبادان و تهران در سالهای ۱۳۱۷–۱۳۲۰ برگزار شد.
پس از جنگ جهانی دوم مسابقات قهرمانی تنیس کشور تا سال ۱۳۲۲ جریان داشت که برادران نعمانی (هانری وژوزف) در صدر بازیکنان قرار داشتند. از سال ۱۳۲۲–۱۳۳۲ مقام قهرمانی تنیس کشور در اختیار ژرژ آفتاندیلیان قرار داشت.
اولین سالی که ایران در جام دیویس شرکت نمود ۱۹۵۹ بود. تیم تنیس جام دیویس ایران به مدت ۳۱ سال در جام دیویس بازی کرده و مجموعاً ۶۴ بازی انجام داده است که حاصل آن ۳۲ برد و ۳۲ باخت بوده است.

تقی اکبری و علی مدنی تنیسور هایی سابق تیم ایران می باشند که موفق به کسب مدال نقره و برنز در بازی های آسیایی شده اند.

## بازخورد
متأسفانه ورزش تنیس در ایران مورد توجه نیست. به طوری که حتی مسابقات بین‌المللی ای که فدراسیون تنیس ایران برگزار می‌کند در سطح نازل قرار دارد و این مسابقات کیفیتی بسیار پایین‌تر از سطح جهانی را دارا می‌باشد. از نظر امکانات نیز در این مسابقات جایی برای دفاع باقی نیست تا جایی که خود ورزشکار در بازی نقش توپ جمع کن را هم ایفا می‌کند. البته به رغم محبوبیت بالای این ورزش در میان مردم دنیا متأسفانه در ایران به دلیل کم‌اهمیت دادن مسئولان این ورزش جایگاه خود را در میان مردم پیدا نکرده است.